# Liparis exilis
Liparis exilis är en orkidéart som beskrevs av Johannes Jacobus Smith. Liparis exilis ingår i släktet gulyxnen, och familjen orkidéer. Inga underarter finns listade i Catalogue of Life.